# Palacio municipal de La Coruña
El palacio municipal de La Coruña es la casa consistorial del ayuntamiento de la ciudad gallega y española de La Coruña.

## Historia y características
Fue un proyecto del arquitecto municipal Pedro Mariño, que empleó un estilo ecléctico grandilocuente, evocadora, según Ramón Otero Pedrayo del «gusto de exposición o gran hotel dominante del siglo pasado siglo XIX». La obra, que incorpora tres cúpulas, acabó hacia 1914 en cuanto al finalizado del aspecto exterior. En 1917 el consistorio decidió trasladarse a su nueva sede. El maestro de obras y promotor fue Constantino Barros Escudero (Arquitectura del eclecticismo en Galicia, Xosé Fernández Fernández)